# Nadine Schmutzler
Nadine Schmutzler (Herdecke, 27 de abril de 1984) es una deportista alemana que compitió en remo.
Ganó dos medallas de plata en el Campeonato Mundial de Remo, en los años 2006 y 2007, y una medalla de plata en el Campeonato Europeo de Remo de 2007.
Participó en los Juegos Olímpicos de Pekín 2008, ocupando el séptimo lugar en la prueba de ocho con timonel.

## Palmarés internacional
| Campeonato Mundial | Campeonato Mundial | Campeonato Mundial | Campeonato Mundial |
| Año                | Lugar              | Medalla            | Prueba             |
| ------------------ | ------------------ | ------------------ | ------------------ |
| 2006               | Eton (Reino Unido) | Medalla de plata   | Ocho con timonel   |
| 2007               | Múnich (Alemania)  | Medalla de plata   | Cuatro sin timonel |
| Campeonato Europeo |                    |                    |                    |
| Año                | Lugar              | Medalla            | Prueba             |
| 2007               | Poznań (Polonia)   | Medalla de plata   | Ocho con timonel   |